# امیلی برت
امیلی برت (انگلیسی: Emily Burt؛ زادهٔ ۲۵ آوریل ۱۹۷۵) بازیکن فوتبال اهل ایالات متحده آمریکا است.